# Кольт (Арканзас)
Кольт (англ. Colt) — місто (англ. city) в США, в окрузі Сент-Френсіс штату Арканзас. Населення — 293 особи (2020).

## Географія
Кольт розташований на висоті 77 метрів над рівнем моря за координатами 35°7′58″ пн. ш. 90°48′46″ зх. д. / 35.13278° пн. ш. 90.81278° зх. д. (35.132800, -90.812869).  За даними Бюро перепису населення США в 2010 році місто мало площу 3,22 км², уся площа — суходіл.

## Демографія
Згідно з переписом 2010 року, у місті мешкало 378 осіб у 173 домогосподарствах у складі 101 родини. Густота населення становила 117 осіб/км².  Було 194 помешкання (60/км²). 
Расовий склад населення:
| - 86,2 % — білих - 10,8 % — чорних або афроамериканців - 2,1 % — корінних американців |

До двох чи більше рас належало 0,5 %. Іспаномовні складали 0,8 % від усіх жителів.
За віковим діапазоном населення розподілялося таким чином: 20,9 % — особи молодші 18 років, 57,7 % — особи у віці 18—64 років, 21,4 % — особи у віці 65 років та старші. Медіана віку мешканця становила 45,7 року. На 100 осіб жіночої статі у місті припадало 91,9 чоловіків;  на 100 жінок у віці від 18 років та старших — 83,4 чоловіків також старших 18 років.
Середній дохід на одне домашнє господарство  становив 38 587 доларів США (медіана — 27 656), а середній дохід на одну сім'ю — 43 315 доларів (медіана — 31 250). Медіана доходів становила 42 143 долари для чоловіків та 20 000 доларів для жінок. За межею бідності перебувало 29,6 % осіб, у тому числі 50,0 % дітей у віці до 18 років та 22,1 % осіб у віці 65 років та старших.
Цивільне працевлаштоване населення становило 155 осіб. Основні галузі зайнятості: виробництво — 24,5 %, мистецтво, розваги та відпочинок — 14,2 %, освіта, охорона здоров'я та соціальна допомога — 14,2 %.

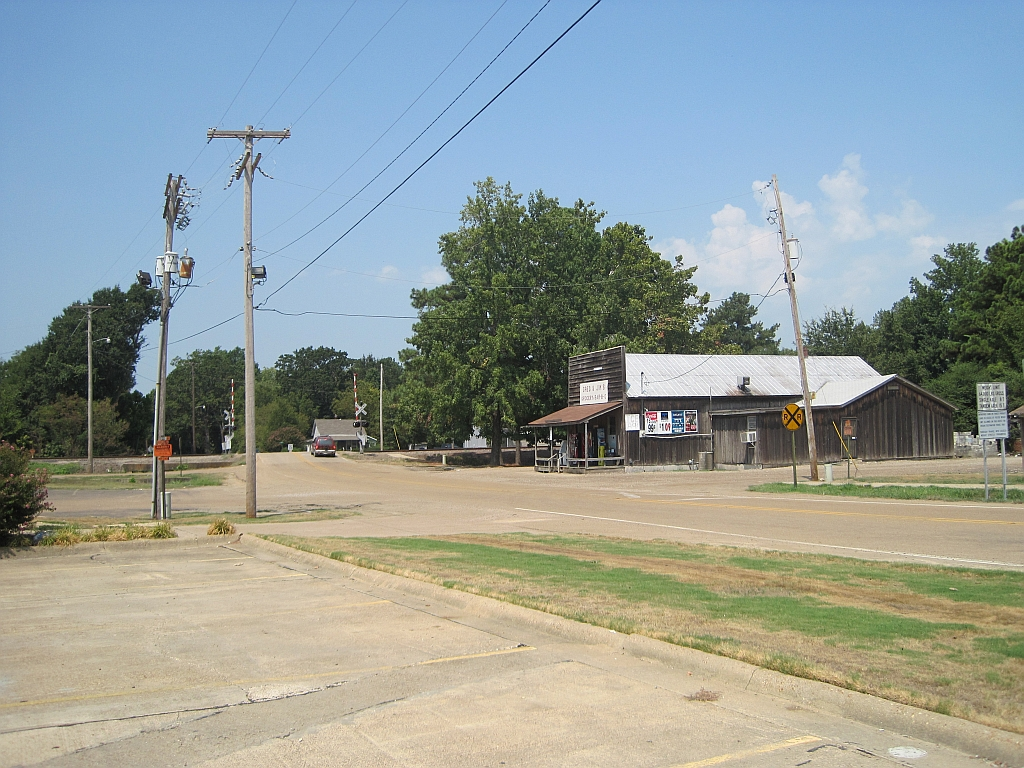
Місто Кольт

За даними перепису населення 2000 року в Кольті мешкало 368 осіб, 111 сімей, налічувалося 163 домашніх господарств і 188 житлових будинків. Середня густота населення становила близько 115 осіб на один квадратний кілометр. Расовий склад Кольта за даними перепису розподілився таким чином: 94,02 % білих, 5,43 % — чорних або афроамериканців, 0,54 % — інших народів. Іспаномовні склали 0,54 % від усіх жителів міста.
З 163 домашніх господарств в 27,6 % — виховували дітей віком до 18 років, 55,8 % представляли собою подружні пари, які спільно проживали, в 7,4 % сімей жінки проживали без чоловіків, 31,9 % не мали сімей. 30,1 % від загального числа сімей на момент перепису жили самостійно, при цьому 13,5 % склали самотні літні люди у віці 65 років та старше. Середній розмір домашнього господарства склав 2,26 особи, а середній розмір родини — 2,77 особи.
Населення міста за віковим діапазоном за даними перепису 2000 року розподілилося таким чином: 22,8 % — жителі молодше 18 років, 9,2 % — між 18 і 24 роками, 29,3 % — від 25 до 44 років, 24,7 % — від 45 до 64 років і 13,9 % — у віці 65 років та старше. Середній вік мешканця склав 38 років. На кожні 100 жінок в Кольті припадало 94,7 чоловіків, у віці від 18 років та старше — 94,5 чоловіків також старше 18 років.
Середній дохід на одне домашнє господарство в місті склав 31 250 доларів США, а середній дохід на одну сім'ю — 37 000 доларів. При цьому чоловіки мали середній дохід в 31 000 доларів США на рік проти 19 375 доларів середньорічного доходу у жінок. Дохід на душу населення в місті склав 14 958 доларів на рік. 11,7 % від всього числа сімей в окрузі і 13,7 % від усієї чисельності населення перебувало на момент перепису населення за межею бідності, при цьому 19,5 % з них були молодші 18 років і 15,9 % — у віці 65 років та старше.